# Сичинела (Л'Аквила)
Сичинела (итал. Sicinella) је насеље у Италији у округу Л'Аквила, региону Абруцо.
Према процени из 2011. у насељу је живело 78 становника. Насеље се налази на надморској висини од 1013 м.